# Искушеник
Искушеник је термин који се у религији користи да се опише особа која је се спрема да се замонаши и која се налази у некој врсти провере да ли је способна за монашки живот.
Реч долази од глагола искушавати, пошто се појединац у том периоду искушава да ли може и да ли чврсто жели да свој живот посвети Богу односно да остане у манастиру до краја свог живота, који, према црквеном схватању, представља само свршетак његовог земног живота. Трајање искушеништва зависи искључиво од субјективне процене игумана манастира, који према црквеном схватању треба да увиди да ли је особа достојна примити монашки чин. Када игуман донесе такву одлуку, позива се владика који онда свечано замонашује дотадашњег искушеника који постаје равноправни члан манастирске заједнице.